# Кедозеро (озеро, Карелия)
Кедозеро — пресноводное озеро на территории Кубовского сельского поселения Пудожского района Республики Карелии.

## Общие сведения
Площадь озера — 1,7 км², площадь водосборного бассейна — 42,5 км². Располагается на высоте 132,9 метров над уровнем моря.
Форма озера продолговатая: оно почти на два километра вытянуто с севера на юг. Берега преимущественно заболоченные.
Из северной оконечности озера берёт начало река Кеда, впадающая в реку Ильваму, которая, в свою очередь, впадает в реку Ваму, являющуюся притоком реки Водлы, впадающей в Онежское озеро.
Острова на озере отсутствуют.
Населённые пункты и автодороги вблизи водоёма отсутствуют.
Код объекта в государственном водном реестре — 01040100411102000019311.